# Studio Deen
Studio Deen  (jap. 株式会社スタジオディーン, Kabushiki-gaisha Sutajio Dīn, engl. Studio Deen Co., Ltd.) ist ein japanisches Produktionsstudio für Anime. Es wurde 1975, drei Jahre nach der Gründung des Studios Sunrise, von einigen Mitarbeitern Sunrise gegründet. Der Name „Deen“ des Studios entstammt dem ersten Auftrag des Studios. Sunrise, die Schöpfer des Gundam-Universums, beauftragten das neu gegründete Studio 1975 mit dem Kolorieren der Animeserie Yūsha Raideen, aus der sich dann das „Deen“ als Studioname herauskristallisierte.
Zurzeit arbeiten ungefähr siebzig fest angestellte Mitarbeiter im Studio, welche auf die verschiedenen Bereiche wie 3D-CGI, Animation, Produktion, Postproduktion, Schnitt bis zu den Bereichen Management, Merchandise, Verkauf und Büro verteilt sind. Neben den Festangestellten gibt es ungefähr 150 Freelancer.
Aktueller Präsident und Firmengründer des Studios ist Hiroshi Hasegawa.

## Produktionen

### Filme
- 1985: Urusei Yatsura 3: Remember My Love
- 1986: Urusei Yatsura 4: Lum the Forever
- 1989: Patlabor 1
- 1991: Ranma ½ – Big Trouble in Nekonron, China
- 1992: Ranma ½ – Nihao My Concubine
- 1993: Ranma ½: Chōmusabetsu Kessen! Ranma Team vs. Densetsu no Hōō
- 1999: Jin-Roh
- 1999: Taiho Shichau zo: The Movie
- 2001: Initial D: Third Stage
- 2010: Gekijōban Fate/stay night: Unlimited Blade Works
- 2010: Ginmaku Hetalia: Axis Powers: Paint it, White (Shiroku Nure!)
- 2013: Hakuōki Dai-isshō Kyoto Ranbu
- 2014: Hakuōki Dai-nishō Shikon Sōkyū
- 2015: Gekijōban Meiji Tōkyō Renka: Yumihari no Serenade
- 2016: Gekijōban Meiji Tōkyō Renka: Hanakagami no Fantasia

### Fernsehserien
- 1981: Urusei Yatsura
- 1986: Maison Ikkoku
- 1988: F
- 1989: Ranma ½
- 1989: Ranma ½ Nettōhen
- 1992: Super Zugan
- 1993: Mobile Suit Victory Gundam
- 1994: DNA²
- 1995: Kishin Dōji Zenki
- 1996: Hamelin no Violin-Hiki
- 1996: Rurouni Kenshin
- 1996: Taiho Shichau zo
- 1997: Eat-Man
- 1997: Haunted Junction
- 1998: AWOL
- 1998: Eat-Man ’98
- 1998: Eigi – Shadow Skill
- 1998: Momoiro Sisters
- 1998: Shadow Skill - Eigi
- 1999: Soul Hunter – Im Auftrag der Unsterblichen
- 2000: Gravitation
- 2000: Rokumon Tengai Mon Colle Knights
- 2001: Fruits Basket
- 2001: Hakaima Sadamitsu
- 2001: Kokoro Toshokan
- 2001: RAVE
- 2001: Star Ocean EX
- 2001: Taiho Shichau zo: Second Season
- 2002: Bomberman Jetters
- 2002: Fullmoon wo Sagashite
- 2002: GetBackers
- 2002: King of Bandit Jing
- 2002: Samurai Deeper Kyo
- 2003: Matantei Loki Ragnarok
- 2003: Mouse
- 2003: Yami to Bōshi to Hon no Tabibito
- 2004: Kita e.
- 2004: Kyō kara Maō!
- 2004: Maria-sama ga Miteru
- 2004: Tactics
- 2004: Yumeria
- 2004: Zipang
- 2005: Amaenaideyo!!
- 2005: Fate/stay night
- 2005: Ginga Densetsu Weed
- 2005: Jigoku Shōjo
- 2006: Amaenaideyo!! Katsu!!
- 2006: Binchō-tan
- 2006: Higurashi no Naku Koro ni
- 2006: Jigoku Shōjo: Futakomori
- 2006: Princess Princess
- 2006: Shōnen Onmyōji
- 2007: Code-E
- 2007: Higurashi no Naku Koro ni Kai
- 2007: Shining Tears X Wind
- 2007: Shion no Ō
- 2007: Taiho Shichau zo: Full Throttle
- 2008: Amatsuki
- 2008: Hatenkō Yūgi
- 2008: Jigoku Shōjo: Mitsuganae
- 2008: Junjō Romantica
- 2008: Junjō Romantica 2
- 2008: Mission-E
- 2008: Vampire Knight
- 2008: Vampire Knight Guilty
- 2009: 07-Ghost
- 2009: Cookin’ Idol Ai! Mai! Main!
- 2009: Seitokai no Ichizon
- 2009: Umineko no Naku Koro ni
- 2010: Dōbutsu Kankyō Kaigi
- 2010: Giant Killing
- 2010: Hakuōki
- 2010: Hakuōki: Hekketsuroku
- 2010: Nurarihyon no Mago
- 2011: Dragon Crisis!
- 2011: Kore wa Zombie Desu ka?
- 2011: Nurarihyon no Mago – Sennen Makyō
- 2011: Sekaiichi Hatsukoi
- 2011: Sekaiichi Hatsukoi 2
- 2012: Hakuōki: Reimeiroku
- 2012: Hiiro no Kakera
- 2012: Hiiro no Kakera: Dai-ni-shō
- 2012: Kore wa Zombie Desu ka? of the Dead
- 2012: Poyopoyo Kansatsu Nikki
- 2012: Sankarea
- 2013: Gifū Dōdō!! Kanetsugu to Keiji
- 2013: Hakkenden – Tōhō Hakken Ibun
- 2013: Meganebu!
- 2013: Rozen Maiden
- 2014: Bakumatsu Rock
- 2014: Log Horizon
- 2014: Pupa
- 2014: Sakura Trick
- 2015: Junjō Romantica 3
- 2016: Aooni The Blue Monster
- 2016: Hatsukoi Monster
- 2016: Kono Subarashii Sekai ni Shukufuku o!
- 2016: Reikenzan: Hoshikuzu-tachi no Utage
- 2016: Sakamoto Desu ga?
- 2016: Shōwa Genroku Rakugo Shinjū
- 2016: Super Lovers
- 2016: Tonkatsu DJ Agetarō
- 2017: Jigoku Shōjo: Yoi no Togi
- 2017: Kabukibu!
- 2017: Kono Subarashii Sekai ni Shukufuku o! 2
- 2017: Reikenzan: Eichi e no Shikaku
- 2017: Shōwa Genroku Rakugo Shinjū – Sukeroku Futatabi-hen
- 2017: Super Lovers 2
- 2018: Agū – Tensai Ningyō
- 2018: Gurazeni
- 2018: Gurazeni
- 2018: Junji Ito Collection
- 2018: Muhyo to Rōji no Mahōritsu Sōdan Jimusho
- 2018: Music Girls

### Original Video Animations
- 1988: Maison Ikkoku: Sōshūhen Utusuri Yuku Kisetsu no Naka de
- 1988: Patlabor The Mobile Police
- 1991: Eiyū Gaiden Mozaika
- 1992: Hello Harinezumi: File 170 Satsui no Ryōbun
- 1993: Ranma ½: Shampoo Hyōhen! Henten Hōshu no Wazawai
- 1993: Ranma ½: Tendō-ke Scramble Christmas
- 1994: The Irresponsible Captain Tylor
- 1994: Ranma ½: Akane vs. Ranma: Okā-san no Aji wa Atashi ga Mamoru!
- 1994: Ranma ½: Gakuen ni Fuku Arashi! Adult Change Hinako-sensei
- 1994: Ranma ½: Michi o Tsugu Mono
- 1994: Ranma ½ Special: Yomigaeru Kioku
- 1994: Taiho Shichau zo
- 1995: DNA²
- 1995: Ranma ½ Super: Ā Noroi no Harendō! Waga Ai wa Eien ni
- 1995: Ranma ½ Super: Jaaku no Oni
- 1996: Ranma ½ Super: Futari no Akane „Ranma, Atashi o Mite!“
- 1998: Chōkidō Densetsu DinaGiga
- 1999: Rurōni Kenshin – Meiji Kenkaku Romantan – Tsuioku-hen
- 2001: Read or Die
- 2001: Rurōni Kenshin – Meiji Kenkaku Romantan – Seisō-hen
- 2006: Maria-sama ga Miteru
- 2007: Higurashi no Naku Koro ni Gaiden: Nekogoroshi-hen
- 2007: Kyō kara Maō! R
- 2009: Higurashi no Naku Koro ni Rei
- 2011: Hakuōki Sekkaroku
- 2011: Higurashi no Naku Koro ni Kira
- 2011: Rurōni Kenshin – Meiji Kenkaku Romantan – Shin Kyōto-hen
- 2011: Sekaiichi Hatsukoi – Hatori Yoshiyuki no Baai
- 2011: Sekaiichi Hatsukoi – Onodera Ritsu no Baai
- 2012: Junjō Romantica 16
- 2014: Hybrid Child
- 2015: Hakuōki Shinkai: Kaze no Shō
- 2015: Hero Company
- 2017: Hōzuki no Reitetsu

### Specials
- 1985: Urusei Yatsura: Ryōko no 9-gatsu no Ochakai
- 1986: Making of Urusei Yatsura 4: Lum the Forever
- 1986: Urusei Yatsura: Memorial Album: I'm the Shū-chan
- 1988: Mata Aeru-ccha! Urusei Yatsura TV Yokoku Henshū
- 1989: Maison Ikkoku: Karaoke Music Parade
- 1989: Urusei Yatsura: Karaoke Music Parade
- 1990: Ranma ½: Nettō Utagassen
- 1992: Ranma ½: Tendō-ke no Oyobidenai Yatsura!
- 1993: Ranma ½ 1994 Music Calendar
- 1993: Ranma ½: TV Titles
- 1995: Ranma ½ DoCo Music Video
- 1995: Ranma ½ Special Video: Battle ga Ippai 29-nin no Korinai Yatsura
- 1999: Taiho Shichau zo Special
- 2002: Full Moon o Sagashite: Kawaii Kawaii Daibōken
- 2002: You’re Under Arrest – Taiho Shichau zo

### Weitere Anime-Produktionen
- 2009: Hetalia: Axis Powers (Web-Anime)
- 2010: Hetalia: World Series (Web-Anime)